# Hasan ’Izz ud-din
Hasan ’Izz ud-din,  mit vollem Titel Sultan al-Ghazi al-Hasan ’Izz ud-din Sri Kula Ranmiba Danala Kirti Kattiri Buwana Maha Radun (Dhivehi: ސުލްޠާން ޙަސަން ޢިއްޒުއްދީން‎, auch: Muleege Hassan Maniku, Dhon Bandaarain) wurde 1759 zum Sultan der Malediven proklamiert und war der erste Sultan der Huraa-Dynastie.

## Ali Rajas Invasion 1763
Nachdem Haidar Ali das Königreich Kanara (etwa der nördliche Teil des heutigen indischen Bundesstaats Kerala) in seine Gewalt gebracht hatte, unterwarfen sich die örtlichen Größen seiner Oberhoheit, darunter auch örtliche Seefahrer, die Mapelets – mutmaßlich Nachfahren arabischer Seefahrer aus Maskat – und der Herrscher Ali Raja Kunhi Amsa II. von Arakkal. Haidar Ali nahm die Unterwerfung großzügig an, machte Ali Raja zu seinem Großadmiral und stattete ihn mit Mitteln zum Bau einer kleinen Flotte aus. Die neu erbaute Flotte nutzte Ali Raja, um zu den Malediven zu segeln und diese zu erobern. Den örtlichen Herrscher ließ er blenden.
Bald darauf kehrte Ali Raja Kunhi Amsa II. nach Mysore und zu dessen Hafen Bangalore zurück und begab sich nach Nagar, um dort Hyder Ali seine Ehrerbietung zu erweisen. Hyder Ali geriet jedoch in Wut und Panik, als Ali Raja ihm den geblendeten Sultan der Malediven, Mukkaram Muhammad Imadu-din III., präsentierte. Hyder Ali befahl die Absetzung Ali Rajas vom Kommando der Flotte und bat Hasan ’Izz ud-din um Vergebung für das Gemetzel, das sein Admiral veranlasst hatte. Hyder Ali war zutiefst betroffen und ließ Hasan ’Izz ud-din respektvoll auf die Malediven eskortieren. Er selbst zog sich aus den Palästen zurück und suchte Einsamkeit und Einfachheit und traute kaum noch jemandem, dem er bis dahin Macht und Autorität gegeben hatte.